# Artibeus concolor
Artibeus concolor је врста слепог миша из породице љиљака-вампира (Phyllostomidae).

## Распрострањење
Ареал врсте покрива средњи број држава. Присутна је у следећим државама: Бразил, Венецуела, Колумбија, Перу, Боливија, Суринам, Гвајана и Француска Гвајана.

## Станиште
Станишта врсте су тропске шуме и речни екосистеми.

## Угроженост
Ова врста је наведена као последња брига, јер има широко распрострањење и честа је врста.